# シダリーズと牧羊神

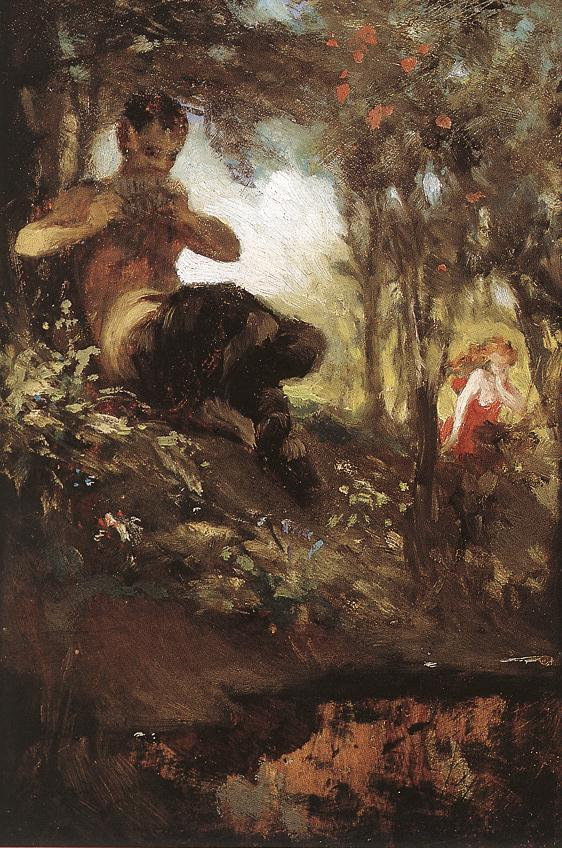
シニェイ・メルシェ・パールによる牧羊神とニンフ

『シダリーズと牧羊神』（シダリーズとぼくようしん、フランス語: Cydalise et le Chèvre-pied）はフランスの作曲家ガブリエル・ピエルネが作曲した2幕3場からなるバレエ音楽およびそれに基づいたバレエ組曲である。リブレットはロベール・ド・フレールとガストン・アルマン・ド・カイヤヴェによって書かれている。1923年1月15日にパリのオペラ座にてレオ・スターツの振付により初演された。

## 概要

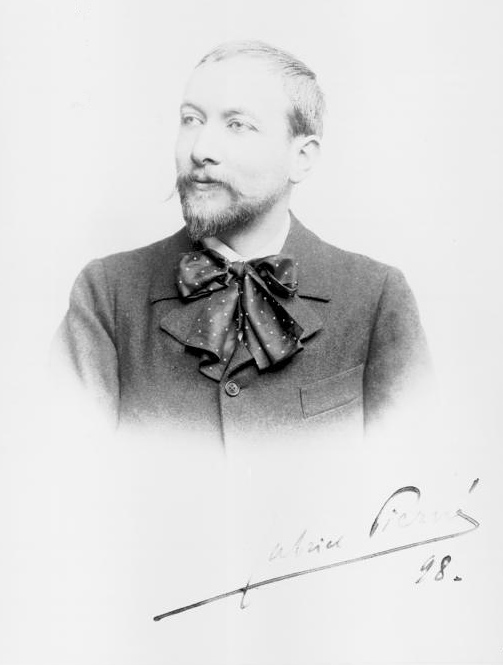
1898年のピエルネ

ピエルネは本作を1914年の夏の終わりまでには作曲されていたが、第一次世界大戦の勃発、台本作家のカイヤヴェの不慮の死、1914年の当時のオペラ座の監督アンドレ・メサジェの辞任などにより、初演は1923年まで引き延ばされた。初演は観客と批評家のいずれからも好評であった。
この作品は魅力的で才気に富んでおり、古代ギリシャの旋法と 印象派の和声およびバロック音楽の味わいのあるパロディ（「インドの王妃のバレエ」の宮廷バレエ）が素晴らしく統合されている。
シリル・ボンジェは『シダリーズと牧羊神』は「新古典主義的バレエ作品として、音楽史の一角を占める傑作であることに疑念はない」と評している。
ノルベール・デュフルクはピエルネの音楽について「ピエルネは楽譜をたくさん読んだおかげで、余りにもやすやすとそれらを自分のものとしてしまい。従って、自分の個性にいつも変わらずにいることを許さないのである。メサジェ、マスネ、フランク、ワーグナー、ドビュッシー、フォーレ、ラヴェルといったあらゆる傾向が非の打ち所の無い技能やむらの無い書法や透明な管弦楽法を通して統合される。それはまるでピエルネの芸術が一つの総体を、さらに同時代のフランス芸術の精髄を我々に提出しようとしているかのようである」と評している。
なお、ピエルネはコロンヌ管弦楽団の指揮者としてドビュッシーの『イベリア』（1910年）やラヴェル『ダフニスとクロエ』の第1組曲（1911年）、ストラヴィンスキーの『火の鳥』（1910年）などを初演しているという背景がある。
組曲版は第1組曲は第1場と第2場の大部分の音楽を含み、第2組曲は第3場の音楽に推敲を加えたものである。

## 登場人物
| 人物名           | 原語                       | 初演時のキャスト 1923年 1月15日 指揮：カミーユ・シュヴィヤール |
| ---------------- | -------------------------- | -------------------------------------------------------------- |
| シダリ－ズ       | Cydalise                   | カルロッタ・ザンベリ                                           |
| スティラクス     | Styrax                     | アルベール・アヴリーヌ                                         |
| ムネシッラ       | Mnésilla                   | クラポンヌ                                                     |
| ラ・スルス（泉） | la Source                  | デルソー                                                       |
| 女性家庭教師     | la gouvernante des nymphes | イヴォンヌ・フランク                                           |
| 小さな男の子     | le négrillon               | マリア・ロペス                                                 |

- 舞台装置と衣装はマキシム・デトマ（フランス語版）による。

## 楽器編成
- 木管楽器:、フルート6（ピッコロ3本は持ち替え）、オーボエ4、コーラングレ1、クラリネット4、バスクラリネット1、ファゴット3、コントラファゴット1
- 金管楽器: ホルン4、トランペット3、トロンボーン3、テューバ1
- 打楽器 :ティンパニ、シロフォン、タンバリンほか
- その他: 弦楽五部、ハープ2、ピアノ、クラヴサン、チェレスタ
- 混声合唱（舞台上演時）

## 演奏時間
第1組曲: 約28分、 第2組曲: 約15分
バレエ全曲: 約75分。

## 構成
| 第1場 - 導入（Introduction） - 森の精と木の精の踊り（Danse des Dryades） - 泉の出現（Apparition de la Source） - 野山羊たちの学校（L'École des Ægipans） - パンの笛のレッスン（La Leçon de flûte de Pan） - ニンフたちの学校（L'École des Nymphes） - 踊りのレッスン（La Leçon de danse） - 情景：大騒ぎ（Scène） - スティラクス（Styrax） | 第2場 - 踊り手たちの入場（Entrée des Danseurs） - スティラクスの入場（Entrée de Styrax） - シダリーズの入場（Entrée de Cydalise） - バレエ「インドの女王様」（Ballet La Sultane des Indes） - 入場の音楽（Entrée） - パントマイム（Pantomime） - 薬剤師たちの踊り（Pas des Apothicaires） - 奴隷たちの群舞（Danse des Esclaves） - シダリーズの舞い（Variations de Cydalise） - 「インドの女王様」の終幕（Final du Ballet） - スティラクスの踊り（Danse de Styrax） | 第3場 - シダリーズの登場（Entrée de Cydalise） - 付き人たちの登場（Entrée des Suivantes） - ラブレターの踊り（Pas des billets doux） - スティラクスの入場と踊り（Entrée de Styrax et danse） - フィナーレ（Final） |

## あらすじ
時と場所　：　18世紀のフランス

### 第1幕

#### 第1場
ヴェルサイユ宮殿に近くの森に囲まれた庭園

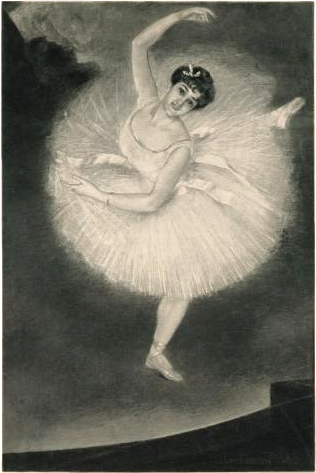
ピエール・カリエ＝ベルーズによるカルロッタ・ザンベリ

若い妖精や牧神が暮らしている。《牧神たちの学校》では年老いた牧神によって授業が行われている。若い牧神のスティラクスは不真面目な生徒で、しっかり授業を聴こうとせず、はしゃぎまわる。先生の注意に耳を貸さず、《パンの笛のレッスン》を邪魔し続ける。そこへ、女の先生に導かれ、ニンフたちが〈生徒のニンフたちの行進曲〉に乗ってやって来て〈舞踏のレッスン〉を受けるために牧神たちと一緒になるが、ここでも悪戯好きのスティラクスが授業の妨害をしてめちゃくちゃになる。
スティラクスは踊りの輪を混乱させ、皆を陽気で野性的な踊りの渦に引き込んでしまう。

### 第2幕

#### 第2場
ヴェルサイユ宮殿内の大広間
若く美しい舞姫のシダリーズが国王の前で踊りを披露するためにヴェルサイユ宮殿に招待されている。シダリーズが乗った四輪馬車が牧神たちのいる森を横切って行く。スティラクスはシダリーズに一目惚れし、すぐさま夢中になってしまう。スティラクスは衣装箱に忍び込み、宮殿にたどり着き、舞踏の場に居合わせることができた。組曲は「インドの王妃のバレエ」（Ballet de La Sultane des Indes）から始まる。スルタンは病気で落ち込んでいる、これはパントマイムで表現される。薬剤師たちが呼ばれ、「薬剤師たちの踊り」（Pas des Apothicaires）となる。しかし、スルタンは一向に回復せず、神経衰弱の症状を示すようになる。
突然トランペットによるファンファーレが鳴り響き、海賊たちの登場が告げられる。海賊たちは囚われの美しい女奴隷たちをスルタンに献上する「奴隷たちの踊り」。この中にシダリーズがおり、「シダリーズの変奏」（Variations de Cydalise）を踊る。彼女にすっかり魅了されてしまったスルタンはシダリーズに駆け寄る。しかし、シダリーズは扇でスルタンを打ち、鼻でせせら笑う。一同はこの大胆で無礼な行為に恐れおののき、青くなって膝まずくが、スルタンは寛大にもシダリーズ許してしまう。すると、スルタンの病状は不思議なことに治まってしまう。

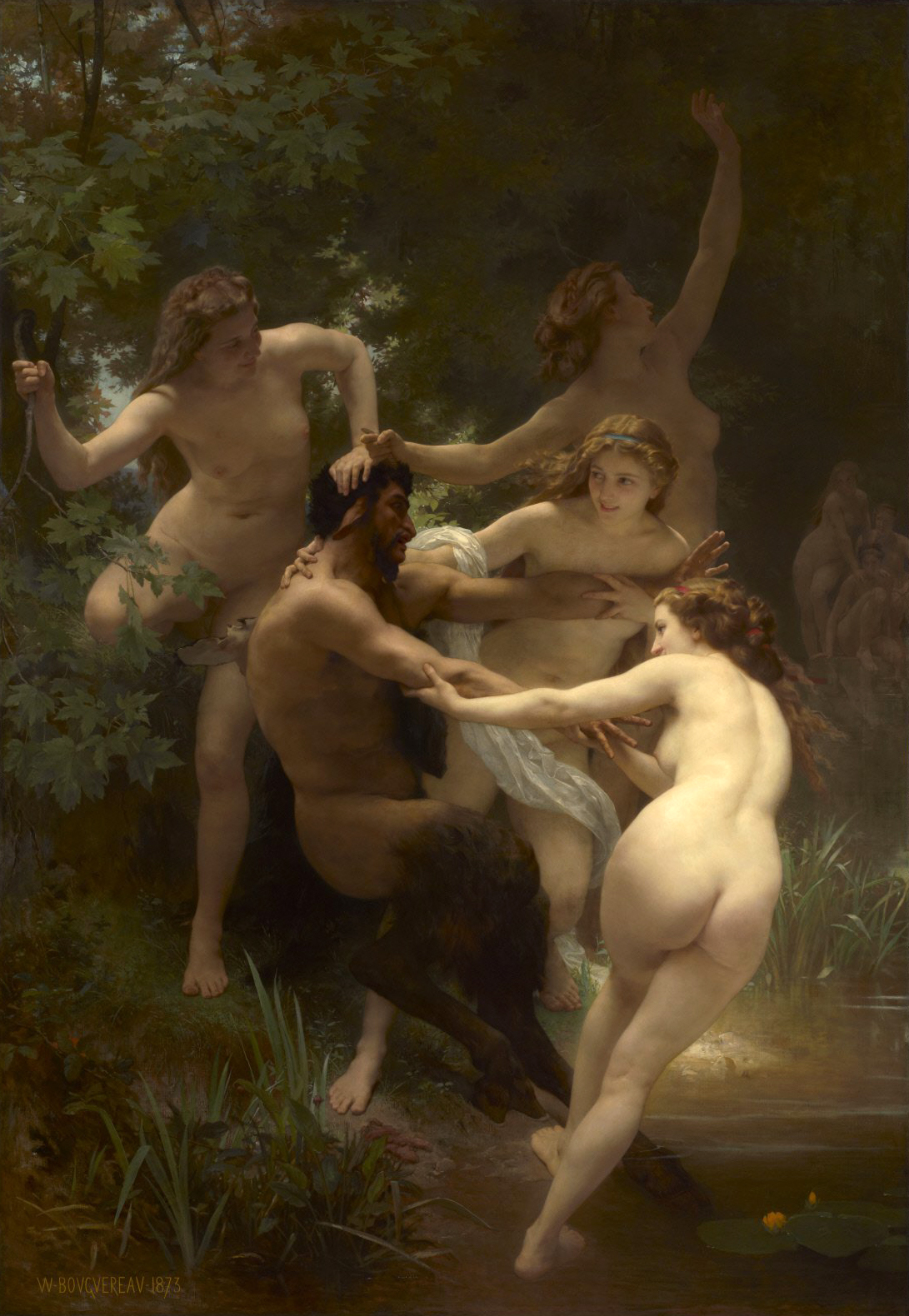
ブグロー作『ニンフとサテュロス』（1873年）

バレエの上演が終了し、シダリーズが寒がっているので、廷臣の一人がシダリーズにマントを着せてやろうとすると、衣装箱の中からスティラクスが飛び出してくるので、皆は驚く。スティラクスは皆が呆気に取られている内にシダリーズに駆け寄って彼女を抱きしめる。バレエ団の監督が素性を問うとスティラクスは狂ったように踊り出す「スティラクスの踊り」。スティラクスはシダリーズを踊りに引き込み、やがて皆も一緒に踊り出す。スティラクスとシダリーズがあまりにも激しく抱き合っているので、皆はスティラクスをシダリーズから引き離そうとする。離れる際に、シダリーズは彼に薔薇の花を投げつける。スティラクスは彼女に愛の矢を渡す。スティラクスは薔薇の花を戦利品のように振りかざしながら熱狂的に踊り続ける。やがて全員の踊りとなり、第2場は終了する。

#### 第3場
ヴェルサイユ宮殿の屋根裏部屋
夜中、屋根裏部屋の窓から星空が見えている。シダリーズが熱狂的なファンに囲まれつつ、部屋に戻って来る。家政婦が彼女のコートを脱がせると、シダリーズは疲れたので、一人になって休もうとする。バレエの監督に帰ってもらうよう頼むと家政婦が届けられた花を持ってくる。さらに、少年がバスケット一杯のラブレターを持ってくる。彼女はそれらの内の何通かを読む。家政婦が去るとシダリーズは手紙を窓から投げ捨てると蝶のようにひらひらと落ちていく。彼女はしばし呆然としているが、やがて床に就く。すると、スティラクスがシダリーズの部屋の前まで来て笛を吹く。それを聞いたシダリーズはへとへとに疲れるまで踊り始める。そして、彼女は窓を開け張ってしまう。するとスティラクスはシダリーズの寝室に忍び込む。シダリーズがスティラクスに身を任せようとした瞬間に、森から牧神たちやニンフたちの声が聞こえてくる。スティラクスは自然の呼び声に抗し切れず、シダリーズをたくさんのケシの花で埋めると立ち去っていくのだった。

## 主な録音
| 年   | 指揮者                   | 管弦楽団 合唱団                                                     | レーベル                                       |
| ---- | ------------------------ | ------------------------------------------------------------------- | ---------------------------------------------- |
| 1970 | ジャン・マルティノン     | フランス国立放送管弦楽団                                            | CD: Erato ASIN : B0000ARKEW 第1組曲のみ        |
| 1976 | ジャン＝バティスト・マリ | パリ・オペラ座管弦楽団                                              | CD: EMI ASIN : B00N4478YK 第1組曲と第2組曲     |
| 2000 | デイヴィッド・シャローン | ルクセンブルク・フィルハーモニー管弦楽団 メッツ大聖堂カレッジ合唱団 | CD: Timpani ASIN : B000059THM 全曲版世界初録音 |